# Poecilotriccus
Poecilotriccus – rodzaj ptaków z podrodziny klinodziobków (Triccinae) w rodzinie muchotyranikowatych (Pipromorphidae).

## Zasięg występowania
Rodzaj obejmuje gatunki występujące w południowym Meksyku, Ameryce Centralnej i Południowej.

## Morfologia
Długość ciała 9–10,2 cm; masa ciała 5,3–9 g.

## Systematyka

### Etymologia
Poecilotriccus: gr. ποικιλος poikilos „barwny, plamisty”; τρικκος trikkos „niezidentyfikowany, mały ptak”; w ornitologii triccus oznacza ptaka z rodziny tyrankowatych.

### Podział systematyczny
Do rodzaju należą następujące gatunki:
- Poecilotriccus ruficeps (Kaup, 1852) – cienkodziobek rudogłowy
- Poecilotriccus luluae N.K. Johnson & R.E. Jones, 2001 – cienkodziobek złotobrzuchy
- Poecilotriccus calopterus (P.L. Sclater, 1857) – cienkodziobek złotoskrzydły
- Poecilotriccus pulchellus (P.L. Sclater, 1874) – cienkodziobek ozdobny
- Poecilotriccus plumbeiceps (Lafresnaye, 1846) – cienkodziobek rudolicy
- Poecilotriccus latirostris (von Pelzeln, 1868) – cienkodziobek rdzawoczelny
- Poecilotriccus fumifrons (Hartlaub, 1853) – cienkodziobek ubogi
- Poecilotriccus sylvia (Desmarest, 1806) – cienkodziobek siwogłowy
- Poecilotriccus russatus (Salvin & Godman, 1884) – cienkodziobek rdzawy